# Humoral immunitet
Det humorala immunsystemet (HIS), från latinska humor som betyder fuktig eller vätska kallas den del av immunförsvaret som använder antikroppar för att stoppa och eliminera infektioner. Den främsta komponenten i HIS är B-celler (även kallade B-lymfocyter), vilka producerar antikroppar som neutraliserar främmande antigen. Sådana antigen är ofta bundna till ytan på invaderande mikroorganismer (bakterier, virus eller parasiter). En antikropp på ytan av en mikroorganism utgör en signal för destruktion.
Humoral immunitet syftar till produktion av antikroppar och de processer som åtföljer det steget, inklusive produktion av cytokiner, T-cellsaktivering, men även till antikroppens effektorfunktioner; aktivering av komplement, opsonisering och fagocytos.